# Dialekt meklemburski
Dialekt meklemburski – dialekt wschodniodolnoniemiecki używany w zachodniej części niemieckiego landu Meklemburgii-Pomorza Przedniego. Dialekt ten tworzy wspólnotę językową wraz z gwarą zachodniopomorską, a rozróżnienie obu tych wariantów bywa niekiedy bardzo trudne i w związku z tym czasami używa się zbiorczego określenia – „dialekt meklembursko-przedniopomorski” (niem. Mecklenburgisch-Vorpommersch).